# 乔尔瑙区
乔尔瑙区（匈牙利語：Csornai járás），是匈牙利杰尔-莫雄-肖普朗州的一个区，总面积579.77平方公里，总人口32,970人（2011年），人口密度57人/平方公里。中心城市为喬爾瑙。

## 市镇
乔尔瑙区包含一个城镇、两个大村和30个村庄。